# Norway 1985
Norway 1985 est un jeu vidéo de type wargame créé par Roger Keating et publié par Strategic Simulations en 1985 sur Apple II et Commodore 64. Le jeu simule la campagne de Norvège d'une Troisième Guerre mondiale hypothétique. Il est le dernier volet d'une série de quatre wargames développés par Roger Keating et qui partagent le même moteur de jeu et le même contexte historique, et succède à Germany 1985 (1982), RDF 1985 (1983) et Baltic 1985 (1984). Il utilise le même système de jeu que ces derniers dont il se distingue par les conditions arctique du conflit qu’il simule, qui se traduisent par un panel réduit des types d’unités disponible et par des simplifications de ses mécanismes de jeu. Dans sa critique publié dans le magazine Computer Gaming World, le journaliste Jay Selover estime ainsi que le jeu est plus simple à prendre en main que ses prédécesseurs et que les simplifications apportés à ses mécanismes de jeu sont justifiées , avant de conclure qu’il constitue une simulation palpitante. Concernant la version du jeu publié au Royaume-Uni, le journaliste du magazine Zzap!64 juge notamment qu’il conserve le gameplay stimulant et passionnant du jeu original, qui en fait un très bon jeu, mais déplore que sont scénario n'est pas convaincant et que le manuel fourni avec le jeu n'est qu’un supplément de celui de Germany 1985, ne contenant que les règles spécifique de ce nouveau volet, et estime donc qu’il nécessaire de posséder celui-ci pour profiter du jeu.

## Trame
Norway 1985 est le quatrième volet d’une série de quatre wargames , baptisée When Super Powers Collides, qui simulent différentes opérations d’un conflit hypothétique entre l’URSS et les États-Unis en 1985. Alors que ses prédécesseurs retracent respectivement les tentatives d’invasion de l’Allemagne de l’Ouest, du golfe Persique et de l’Europe du Nord par les Soviétiques, ce quatrième volet se focalise sur une invasion terrestre de la Norvège par l’URSS, puis la réponse de l’OTAN à cette offensive pendant l’hiver 1985.

## Système de jeu
Norway 1985 est un wargame qui simule, au niveau opérationnel, un affrontement entre les États-Unis et l’URSS en Norvège pendant l’hiver 1985. Le jeu ne propose qu’un unique scénario qui peut être joué à deux ou contre l’ordinateur, qui contrôle alors les soviétiques. Le scénario peut cependant être modifié en augmentant les forces en présence pour l’un ou l’autre des deux camps. Dans ce scénario, l’OTAN dispose de troupes à ski dont l’objectif est de prendre le contrôle des villes et des aérodromes de Norvège, puis de les occuper pendant aussi longtemps que possible. De leur côté, les soviétiques tentent de défendre ces objectifs et d’éliminer les commandos ennemis. Ils sont au départ en infériorité numérique, mais bénéficient de l’arrivée de renforts tout au long de la partie. Le jeu se déroule sur une carte représentant la partie centrale de la Norvège et divisée en 39 x 28 cases hexagonales, chaque case représentant une distance de trois milles. Sur la carte apparaissent différents types de terrains dont plaines, des forêts, des montagnes, des lacs, des rivières, des villes et des aérodromes. Sur la carte, les joueurs dirigent leurs unité, principalement d’infanterie à ski pour l’OTAN, et de l’infanterie mécanisée ou à ski ou et de l’artillerie pour les soviétiques. Le jeu se distingue de ses prédécesseurs par un panel d'unité plus réduit et par une simplification de ses mécanismes de jeu. Ainsi, plusieurs fonctionnalités disparaissent, comme la gestion du mode défensif, du mode de soutien, des quartiers-généraux, de l’efficacité individuelle des unités, de l’intégrité des divisions et des hélicoptères. La réorganisation des unités devient de plus automatique.

## Développement et publication
Norway 1985 est le quatrième volet d'une série de quatre wargames, baptisée When Super Powers Collides, développés par Roger Keating et qui partagent le même moteur de jeu et le même contexte historique. Ce moteur de jeu, introduit dans Germany 1985 en 1982, est lui-même basé sur celui d’un des précédents titres développés par Roger Keating, Southern Command, publié par Strategic Simulations en 1981,. Norway 1985 est publié par le même éditeur en juillet 1985 sur Apple II et Commodore 64,,. Pour refléter le fait qu’il constitue une suite basée sur le même moteur que les précédents jeu de la série, Strategic Simulations le publie à un prix réduit par rapport au jeu original. Outre la disquette du programme, le packaging du jeu contient une carte d’aide, le manuel de Germany 1985, un livret de quatre pages détaillant les règles spécifiques de Norway 1985.

## Accueil
| Norway 1985 |      |       |
| Média       | Nat. | Notes |
| Zzap!64     | RU   | 85 %  |

Dans sa critique de Norway 1985 publié en 1986 dans le magazine Computer Gaming World, le journaliste Jay Selover estime tout d’abord que ce quatrième volet est « considérablement moins complexe » que les précédents jeux de la série et qu’il est donc « plus facile à prendre en main », sans pour autant être plus facile à maitriser. Il explique en effet que par rapport à ses prédécesseurs, il propose un panel réduit d’unités et des mécanismes simplifiés, avec la disparition de certaines fonctionnalités. Il ajoute que cette simplification peut à priori décevoir mais estime qu’elle est logique, compte tenu des conditions arctique du conflit simulé. Il conclut ainsi que Norway 1985 constitue une simulation « palpitante », qu’il juge plus adapté que ses prédécesseurs pour découvrir la série et qui peut satisfaire les fans de la série capable de réviser leur attente avant de l’essayer. Concernant la version de Norway 1985 publié au Royaume-Uni, le journaliste du magazine Zzap!64 regrette tout d’abord que le manuel fourni avec le jeu ne soit qu’un supplément de celui de Germany 1985, ne contenant que les règles spécifique de ce nouveau volet, et estime donc qu’il n’est pas adapté pour découvrir la série. Il souligne ensuite les lacunes de son scénario, qu’il juge « peu convaincant », notamment comparé à celui du jeu original. Il estime en revanche que la présentation du jeu reste excellente, même si elle n’est pas au niveau du premier volet, et que son gameplay est toujours aussi « stimulant et passionnant », avant de conclure qu’il s’agit donc d’un « très bon jeu », tout en déplorant qu’il est nécessaire de posséder le jeu original pour en profiter.